# Ängholm, Raseborg
Ängholm är en ö i Finland. Den ligger i sjön Lojo sjö och i kommunen Raseborg i den ekonomiska regionen  Raseborg  och landskapet Nyland, i den södra delen av landet, 60 km väster om huvudstaden Helsingfors. Öns area är 1,2 hektar och dess största längd är 260 meter i sydöst-nordvästlig riktning.